# Chainsaw Man
Chainsaw Man ist eine Mangaserie von Tatsuki Fujimoto, die seit 2018 in Japan erscheint. Die Shōnen-Serie ist in die Genres Action, Fantasy und Horror einzuordnen, wurde in mehrere Sprachen übersetzt und erhielt 2022 eine Anime-Adaption. Ein Anime-Film ist für 2025 geplant. Die Geschichte erzählt von einem Menschen, der zu einem halben Teufel geworden ist und seinen Kopf und seine Arme in Kettensägen verwandeln kann.

## Inhalt
Nachdem Denji von seinem Vater nur Schulden geerbt hat, muss der junge Mann für die Yakuza arbeiten. Dazu hat er begonnen gegen Teufel zu kämpfen. Diese ernähren sich von Menschenfleisch und heilen durch das Blut der Menschen. Mit dem Geld aus der Teufelsjagd kommt Denji gerade so über die Runden. Nachdem er dem kleinen Teufel Pochita geholfen hat, indem er ihn sein Blut trinken ließ, schließen sie einen Pakt und der Teufel in Hundegestalt begleitet und hilft ihm von da an. Doch schließlich wird Denji von der Mafia hereingelegt. Sie haben ihn in die Falle eines Teufels geschickt, der der Mafia dafür mehr Macht verleiht, und Denji und Pochita werden getötet. Doch Pochita verschmilzt mit ihm – als Teil des geschlossenen Vertrags – und belebt Denji so wieder, der mit Pochitas Fähigkeiten zu Chainsaw Man wird: Ein halb menschliches, halb teuflisches Wesen mit Kettensägen anstatt von Kopf und Armen. Als die Teufelsjäger der Regierung zum Ort des Geschehens kommen, hat Denji den Teufel, der ihn getötet hatte, scheinbar bereits vernichtet. Die Teufelsjägerin Makima gibt ihm die Wahl, von nun an als Sklave für die Regierung zu arbeiten oder von der Einheit getötet zu werden. So wird Denji zum Teil einer Spezialeinheit und führt seine Teufelsjagd nun in dieser weiter. Währenddessen verliebt sich Denji in Makima, die ihn anscheinend auch mag. Doch er wird nicht Makima zugeteilt, sondern Aki Hayakawa, der einen Pakt mit dem Fuchsteufel hat und dessen Familie von einem Teufel getötet wurde. Am Anfang haben die beiden nichts füreinander übrig, bauen jedoch eine Freundschaft auf. Ebenfalls im Team von Sondertruppe 4 ist das Mädchen Power, ein Blutteufel.

## Veröffentlichung
Der Manga erscheint seit Dezember 2018 im Magazin Shūkan Shōnen Jump beim Verlag Shūeisha. Dieser brachte die Kapitel auch gesammelt in 21 Bänden heraus (Stand Juli 2025). Der erste Teil der Serie wurde mit dem 97. Kapitel am 14. Dezember 2020 beendet. Gleichzeitig wurde ein zweiter Teil angekündigt, der an die bisherigen Geschehnisse anknüpft und seit dem 13. Juli 2022 mit der Veröffentlichung des 98. Kapitels in Shūeishas Webmagazin Shōnen Jump+ erscheint.
Eine deutsche Fassung wird seit Oktober 2020 bei Egmont Manga in einer Übersetzung von Gandalf Bartholomäus in bisher 20 Bänden herausgegeben (Stand August 2025). Viz Media bringt den Manga auf Englisch heraus, Kazé auf Französisch, Norma Editorial auf Spanisch, Planet Manga auf Italienisch und Waneko auf Polnisch. Die spanische Version erscheint bei Editorial Ivrea auch in Argentinien.
Seit Januar 2019 werden die Einzelkapitel kurz nach ihrer Veröffentlichung in der Shūkan Shōnen Jump auch über Shueishas Plattform Manga Plus digital in englischer Sprache zugänglich gemacht. Seit dem 3. März 2024 erfolgt die Veröffentlichung der neusten Kapitel bei Manga Plus auch auf Deutsch.
| Band | Japan            | Japan                  | Deutschland      | Deutschland            |
| Band | Veröffentlichung | ISBN                   | Veröffentlichung | ISBN                   |
| ---- | ---------------- | ---------------------- | ---------------- | ---------------------- |
| 01   | 4. März 2019     | ISBN 978-4-08-881780-4 | 7. Okt. 2020     | ISBN 978-3-7704-2847-2 |
| 02   | 2. Mai 2019      | ISBN 978-4-08-881831-3 | 3. Dez. 2020     | ISBN 978-3-7704-2848-9 |
| 03   | 2. Aug. 2019     | ISBN 978-4-08-882016-3 | 3. Feb. 2021     | ISBN 978-3-7704-2849-6 |
| 04   | 4. Okt. 2019     | ISBN 978-4-08-882075-0 | 1. Apr. 2021     | ISBN 978-3-7704-2876-2 |
| 05   | 4. Jan. 2020     | ISBN 978-4-08-882171-9 | 2. Juni 2021     | ISBN 978-3-7704-2877-9 |
| 06   | 4. März 2020     | ISBN 978-4-08-882224-2 | 4. Aug. 2021     | ISBN 978-3-7704-3014-7 |
| 07   | 4. Juni 2020     | ISBN 978-4-08-882328-7 | 8. Okt. 2021     | ISBN 978-3-7704-4182-2 |
| 08   | 4. Aug. 2020     | ISBN 978-4-08-882376-8 | 3. Dez. 2021     | ISBN 978-3-7704-4183-9 |
| 09   | 4. Nov. 2020     | ISBN 978-4-08-882470-3 | 8. Feb. 2022     | ISBN 978-3-7704-4184-6 |
| 10   | 4. Jan. 2021     | ISBN 978-4-08-882527-4 | 11. Apr. 2022    | ISBN 978-3-7704-4316-1 |
| 11   | 4. März 2021     | ISBN 978-4-08-882576-2 | 11. Juni 2022    | ISBN 978-3-7704-4317-8 |
| 12   | 4. Okt. 2022     | ISBN 978-4-08-883271-5 | 8. Mai 2023      | ISBN 978-3-7555-0187-9 |
| 13   | 4. Jan. 2023     | ISBN 978-4-08-883316-3 | 10. Juli 2023    | ISBN 978-3-7555-0188-6 |
| 14   | 4. Apr. 2023     | ISBN 978-4-08-883464-1 | 7. Nov. 2023     | ISBN 978-3-7555-0230-2 |
| 15   | 4. Aug. 2023     | ISBN 978-4-08-883598-3 | 6. Feb. 2024     | ISBN 978-3-7555-0231-9 |
| 16   | 4. Dez. 2023     | ISBN 978-4-08-883701-7 | 7. Juni 2024     | ISBN 978-3-7555-0364-4 |
| 17   | 4. Apr. 2024     | ISBN 978-4-08-884035-2 | 6. Aug. 2024     | ISBN 978-3-7555-0365-1 |
| 18   | 2. Aug. 2024     | ISBN 978-4-08-884155-7 | 10. Dez. 2024    | ISBN 978-3-7555-0415-3 |
| 19   | 4. Dez. 2024     | ISBN 978-4-08-884313-1 | 8. Apr. 2025     | ISBN 978-3-7555-0501-3 |
| 20   | 4. Apr. 2025     | ISBN 978-4-08-884471-8 | 5. Aug. 2025     | ISBN 978-3-7555-0588-4 |
| 21   | 4. Juli 2025     | ISBN 978-4-08-884593-7 |                  |                        |
| 22   | 4. Sep. 2025     | ISBN 978-4-08-884669-9 |                  |                        |

## Anime
In der Shūkan Shōnen Jump-Ausgabe #2/2021 vom 14. Dezember 2020 wurde angekündigt, dass eine Anime-Adaptation des Manga von MAPPA in Arbeit ist. Die 12 Episoden umfassende Serie wurde vom 12. Oktober bis 28. Dezember 2022 im japanischen Fernsehen ausgestrahlt und war in über 200 Ländern beim Streaminganbieter Crunchyroll zu sehen.
Im Dezember 2023 wurde ein Anime-Film mit dem Titel Chainsaw Man – The Movie: Reze Arc angekündigt, der 2025 in den japanischen Kinos starten soll.

### Synchronisation
| Rollenname           | Japanischer Sprecher (Seiyū) | Deutscher Sprecher |
| -------------------- | ---------------------------- | ------------------ |
| Denji / Chainsaw Man | Kikunosuke Toya              | Alex Friedland     |
| Pochita              | Shiori Izawa                 | Charlotte Uhlig    |
| Makima / Nayuta      | Tomori Kusunoki              | Özge Kayalar       |
| Aki Hayakawa         | Shogo Sakata                 | Roman Wolko        |
| Power                | Ai Fairouz                   | Franziska Trunte   |
| Himeno               | Mariya Ise                   | Alice Bauer        |
| Kishibe              | Kenjiro Tsuda                | Johannes Berenz    |
| Kobeni Higashiyama   | Karin Takahashi              | Emilia Raschewski  |
| Hirokazu Arai        | Taku Yashiro                 | Dennis Herrmann    |

## Rezeption
Der erste der Sammelbände verkaufte sich in Japan über 25.000 Mal in der ersten Woche nach Veröffentlichung. In den USA erreichte dieser Platz 5 in den Manga-Verkaufscharts. Im August 2020 stieg die Gesamtzahl der in Japan verkauften Bände auf über 3 Millionen. 2020 wurde die Serie für den Manga Taisho Award nominiert, konnte die Auszeichnung aber nicht gewinnen.